# Campeonato Mundial Femenino de Ajedrez 1988
El 24º Campeonato mundial femenino de ajedrez se desarrolló entre septiembre y noviembre de 1988 en Telavi. Esta edición enfrentó a la campeona Maia Chiburdanidze contra Nana Ioseliani, ganadora del Torneo de candidatas. Nuevamente, Chiburdanidze defendió exitosamente su título.

## Torneo de Candidatas
El Torneo de Candidatas se desarrolló en enero de 1988 en Tsqaltubo. Participaron las tres primeras del interzonal de Tuzla y las tres primeras del Interzonal de Smederevska Palanka de 1987 junto a Nana Alexandria y Elena Akhmilovskaya, finalistas del Torneo de candidatas anterior.
|   | Jugadora              | Rating | 1  | 2  | 3  | 4  | 5  | 6 | 7  | 8  | Pts. |
| - | --------------------- | ------ | -- | -- | -- | -- | -- | - | -- | -- | ---- |
| 1 | Nana Ioseliani        | 2455   | -  | 1½ | ½  | 1½ | 1  | 2 | 1½ | 2  | 10   |
| 2 | Elena Akhmilovskaya   | 2400   | ½  | -  | 1½ | 1½ | 1½ | 2 | 2  | 1  | 10   |
| 3 | Irina Levitina        | 2355   | 1½ | ½  | -  | ½  | 1½ | 1 | 1½ | 1½ | 8    |
| 4 | Marta Litinskaya-Shul | 2415   | ½  | ½  | 1½ | -  | 1  | 1 | 1½ | 2  | 8    |
| 5 | Nana Alexandria       | 2415   | 1  | ½  | ½  | 1  | -  | 1 | 1  | 1½ | 6½   |
| 6 | Agnieszka Brustman    | 2395   | 0  | 0  | 1  | 1  | 1  | - | 1  | 1½ | 5½   |
| 7 | Nona Gaprindashvili   | 2485   | ½  | 0  | ½  | ½  | 1  | 1 | -  | 1  | 4½   |
| 8 | Ketevan Arakhamia     | 2420   | 0  | 1  | ½  | 0  | ½  | ½ | 1  | -  | 3½   |

|                     | 1 | 2 | 3 | 4 | 5 | Total |
| ------------------- | - | - | - | - | - | ----- |
| Nana Ioseliani      | 1 | ½ | ½ | ½ | ½ | 3     |
| Elena Akhmilovskaya | 0 | ½ | ½ | ½ | ½ | 2     |

## Chiburdanidze vs Ioseliani
El Campeonato del mundo se disputó mediante un encuentro a 16 partidas donde la primera jugadora en obtener 8½ puntos sería consagrada campeona.
|                    | 1 | 2 | 3 | 4 | 5 | 6 | 7 | 8 | 9 | 10 | 11 | 12 | 13 | 14 | 15 | 16 | Total |
| ------------------ | - | - | - | - | - | - | - | - | - | -- | -- | -- | -- | -- | -- | -- | ----- |
| Maia Chiburdanidze | ½ | 1 | ½ | 0 | ½ | ½ | 1 | ½ | ½ | ½  | 1  | ½  | ½  | ½  | 0  | ½  | 8½    |
| Nana Ioseliani     | ½ | 0 | ½ | 1 | ½ | ½ | 0 | ½ | ½ | ½  | 0  | ½  | ½  | ½  | 1  | ½  | 7½    |